# Venerazione della Vergine Maria a Costantinopoli

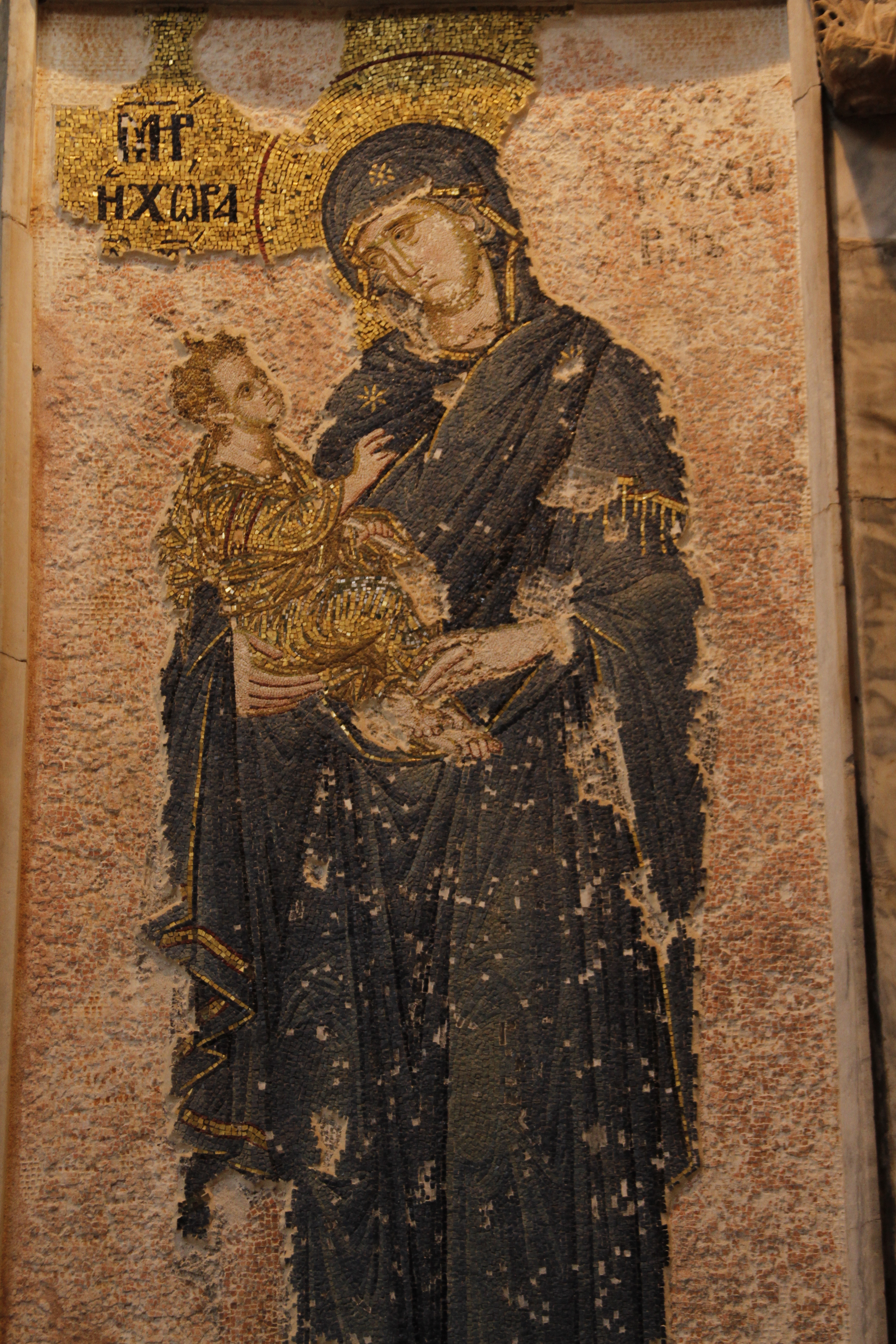
Museo di San Salvatore in Chora (Kariye Cami) ad Istanbul. Mosaico bizantino raffigurante la Madonna col bambino (Theotókos).

## Introduzione
Nella storia del rinnovamento religioso la greca Bisanzio divenne la Costantinopoli cristiana senza possedere figure religiose importanti che la rappresentassero. Le personalità cultuali della devozione bizantina furono in maggior parte importate dall'Occidente e adottate passivamente. 
Ma già nei primi secoli della cristianità esisteva una fondamentale differenza di comportamento tra le due parti dell'Impero, nei confronti della religione e del culto di tali personalità, che diverrà poi sempre più evidente. In Occidente i miracoli non erano ammessi, o meglio, una visione forse più pratica e materiale della vita lasciavano meno spazio ad una pratica religiosa mistica e ascetica. In Oriente i bizantini erano più disposti a credere nei miracoli.
Costantinopoli era considerata la città protetta da Dio e dalla Vergine, si credeva che l'Impero nascesse per volontà di Dio e della Theotókos. 
Si racconta di una ragazza plagiata dal demonio, alla quale sarebbe apparsa la Vergine che le avrebbe detto:
In questo brano, tratto da Papadopoulos Kerameus, "Varia Graeca Sacra" in Byzantine Studes", viene messa in evidenza la bontà di Maria nella pratica del miracolo, che decide di concedere anche se la ragazza non può seguirla a Costantinopoli. 
Terremoti e maremoti vengono descritti nella letteratura bizantina come catastrofi che non potevano essere provocati da cause naturali, ma come punizioni della Madre di Dio per i peccati commessi dal suo popolo.
Il ruolo che ben presto ebbe la Vergine Maria per la città di Costantinopoli, fu proprio quello di patrona e protettrice, di santa per eccellenza. La sua popolarità crebbe in maniera smisurata con il passare dei secoli, sovrapponendosi e poi soppiantando quella degli altri santi.
Le parole di Attico, vescovo di Costantinopoli dal 406 al 425, confermano tale esaltazione in una'omelia dedicata alla Theotókos e proclamata durante la festa della Natività del Signore.
Diceva Attico:
Quello di Attico è un documento importante, poiché celebra la Memoria di Santa Maria qualche anno prima del Concilio di Efeso del 431 dove fu osannata definitivamente. Questa omelia fu citata successivamente negli atti dello stesso concilio e poi ricordata dagli scrittori Cirillo d'Alessandria e Severo di Antiochia, e testimonia l'esistenza di una festa mariana a Costantinopoli già prima del 431.
Di fatto la venerazione della Vergine si stabilisce nella tradizione liturgica con il termine di iperdulia, ossia un tributo di onore speciale e superiore rispetto agli altri santi per essere Madre di Dio, Regina dei Santi, Madre di Cristo.

Nel terzo Concilio ecumenico, svoltosi nella chiesa di Santa Maria di Efeso nel 431, si proclamava solennemente la maternità divina di Maria, messa in discussione dalla tesi nestoriana e da quel momento il culto della Theotokos si sviluppa in maniera decisiva sia in Oriente che in Occidente, promuovendo il sorgere e il moltiplicarsi di chiese a lei dedicate.
(P.G., 77, 1034.Omelia già attribuita a S. Cirillo Alessandrino, morto nel 444, ma è una compilazione del VII-IX secolo.
Cf. A. Ehrard "Eine unechte Marienhomilie des hl. Cyrill v. Alexandrien" in Rom. Quart., 3, 1889 pagg. 97-113.)
Accanto alle chiese, la pratica celebrativa delle feste mariane dilagò in tutto l'Impero con Inni invocazioni e preghiere che formarono così una vera e propria Liturgia Mariana, da inserirsi nel quadro delle liturgie orientali già presenti.
Di queste ultime, non tutte raggiunsero lo stesso livello di pietà, né lo stesso sviluppo devozionale. La Liturgia della Chiesa Costantinopolitana, rafforzandosi la centralizzazione del potere statale, soppiantò gradualmente tutte le altre liturgie orientali, primeggiando su di esse.
Fu anche grazie alla presenza a Costantinopoli delle reliquie di Maria
"...secondum morem graecorum" intorno al V secolo e dopo il Concilio, si afferma la superiorità devozionale della Vergine sulle altre figure religiose e divampa ancora più fortemente la spinta di venerazione dei fedeli verso di lei.
Per il popolo bizantino Maria divenne la protettrice della città cristiana fino a diventare amuleto contro gli assedi e le guerre o anche in forma privata contro malattie e mali comuni.
A sostegno di questa devozione, le icone dipinte con il sacro volto di Maria, vennero prodotte in quantità elevate, grandi e piccole, minuscole e maestose, usate come arredo liturgico o affisse alle pareti domestiche, portate nelle processioni o cucite sui vestiti delle donne o portate al collo come collane.
Il grande mistero della maternità divina e verginale della Theotokos riempiva l'anima dei bizantini di stupore e ammirazione; Maria con la sua purezza inviolata è Colei che contiene in sé l'Infinito e dalla quale nasce l'Innato; è Colei che chiama "figlio" il figlio di Dio, ed è a Lei che si rivolge l'immensa fiducia di un popolo in difficoltà, imperatori inclusi.
(Aelredo di Rievaulx, Sermone 20 In Nativitate B. Mariae; PL CXCV, 323")

## Le origini del culto mariano, la liturgia, le feste
In un papiro egizio è contenuta la notissima preghiera mariana Sub Tuum Praesidium un'invocazione fiduciosa alla protezione della Theotokos contro tutti i pericoli. Il papiro, secondo l'esame paleografico del Label, risalirebbe al III secolo e sarebbe la più antica testimonianza di devozione popolare a Maria, la più antica preghiera a noi nota, confermando il suo carattere di salvatrice fin dalle origini del culto.
Quindi fin dal tempo apostolico esisteva una venerazione verso la Vergine come madre del Salvatore e aveva il suo fondamento nella stessa Sacra Scrittura. Un riflesso significativo e una testimonianza della fiducia nella intercessione della Madonna li offrono i copiosi monumenti funerari dell'arte funeraria romana nei secoli II e III, con le immagini di Maria nelle catacombe.
Per quanto riguarda i primissimi secoli della cristianità, I secolo, il culto della Vergine non ha quasi traccia. Inizialmente infatti, la liturgia converge e si concentra intorno alla figura del Cristo in funzione del suo ruolo come figlio di Dio sulla terra.
Al IV secolo risalgono le devotissime "Precationes ad Deiparam" di sant'Efrem il Siro morto nel 373, scritte forse per uso liturgico dai suoi monaci. Il testo ci dà una prima idea dello sviluppo che la pietà mariana raggiunse in breve tempo. A lui fanno riferimento tutti i Padri e Dottori della Chiesa dei secoli IV e V, quali sant'Atanasio, san Giovanni Crisostomo, sant'Epifanio di Salamina, sant'Ambrogio, san Girolamo, sant'Agostino. 
Successivamente da questo rigoglioso sviluppo per la devozione per Maria, nasce una vera liturgia di culto: si delinea in questa età patristica il dogma sulla purezza, l'obbedienza salvifica, e la Santità di Maria, liberi dalla dipendenza del dogma cristologico.
È della prima metà del IV secolo l'espressione Panaghia (Παναγια) "Tutta Santa" usata come attributo a Maria che diverrà poi un termine ricorrente nella letteratura bizantina.
Nel "Communicantes" del Canone della Messa relativo al V secolo la Vergine occupa un posto di primo piano; ma il passo decisivo per il consolidamento della liturgia mariana fu dato dall'istituzione di una festa dedicata interamente alla Theotokos.
La prima festa mariana è conosciuta da un lezionario armeno ad uso dagli armeni stabiliti a Gerusalemme scritto verso il 450, che riporta la seguente notizia:
Al terzo miglio da Betlemme si recita»
Ps. 132,8; Isaia 7, 10-15; Gal.3, 29-4, 7; Alleluia, Ps. 110, I; Luca 2, 1-7.
Ma forse più antica è la "Memoria della Theotokos", celebrata dopo la festa dell'Epifania o dopo quella del Natale che osannava, come a Gerusalemme, la maternità divina della Vergine. Ciò sembra sia avvenuto sullo scorcio del IV secolo in Siria, nella città di Antiochia e successivamente presso tutto l'Oriente, mentre è certo che una solennità mariana esistesse a Costantinopoli già prima del Concilio di Efeso e che si trattasse di un'unica festa.
Anche quest'ultima era però in relazione con il Natale del Signore, come viene confermato dal già citato passo del vescovo Attico, il quale sottolinea lo svolgimento della festa preefesina e quindi la sua esistenza.
Inoltre è ritenuto autentico il discorso di S. Proclo, patriarca Costantinopolitano, pronunciato nel 429 in presenza dello stesso Nestorio in un giorno completamente dedicato alla glorificazione di Maria. In questo discorso Proclo dichiara di parlare nel giorno della solennità mariana dicendo
"... È la Vergine Maria, la santa Theotokos che
ci ha convocati qui in questo momento..." :
linguam nostram hodie, fratres,
ad laudis praeconium provocat...
...Maria, in quam, ancilla et mater,
virgo at caelum, dei ad homines pans...»
Durante il V e VI secolo appaiono in Oriente e a Costantinopoli altre festività mariane. Quelle più significative sono le feste che pongono fortemente in evidenza la strettissima relazione tra la devozione dei bizantini per Maria e il suo ruolo di patrona della città con la stessa Costantinopoli. E sono: la celebrazione dell'11 maggio della fondazione di Costantinopoli; la festa del 2 luglio nella quale si ricordava la Deposizione della preziosa veste di Maria, il Maphorion nel Tempio delle Blacherne; la festa del 31 agosto che celebrava il trasporto della Sacra Cintura di Maria nel Tempio Chalchopratia
Fu opera dell'Imperatore Fozio l'introduzione della liturgia dell'Inno Acatisto, un inno cantato da un coro in piedi, il lode della Verginità di Maria. La data di attribuzione è incerta ed è conservato integro nei Menei. È formato da 24 strofe con ritornelli litanici e da un proemio in cui Costantinopoli rendeva grazie alla Vergine.
L'associazione tra il "Natalis Romae" di Costantino e la Vergine Maria fu una conseguenza inevitabile, ma forse non immediata.
L'anniversario solenne della nascita della città di Costantinopoli era fissato all'11 maggio di ogni anno.
Molto probabilmente l'imperatore Costantino non dovette riferirsi ad una festa che includesse anche la figura della Vergine, visto che ancora, nel IV secolo, non c'era una vera liturgia che la riguardasse. Secondo Cecchelli non dovette neanche mancargli l'idea della "Sophia", ovvero della "Sedes Sapientiae" riferita a Maria, quale colei che conosce il volere di Dio, Theotokos e nutrice del Figlio di Dio.
Quindi molto presto, la forte devozione bizantina non tardò a considerare la dedica della Divina Sapienza come un doveroso omaggio alla Theotokos e alla città di Costantinopoli. I sinassari medievali finirono con considerare la festa dell'11 maggio come la Commemorazione dei Natalia di una città imperiale voluta e custodita da Dio e dedicata alla Sancta Dei Genitrix.

## La Vergine Maria e la Divina Sapienza

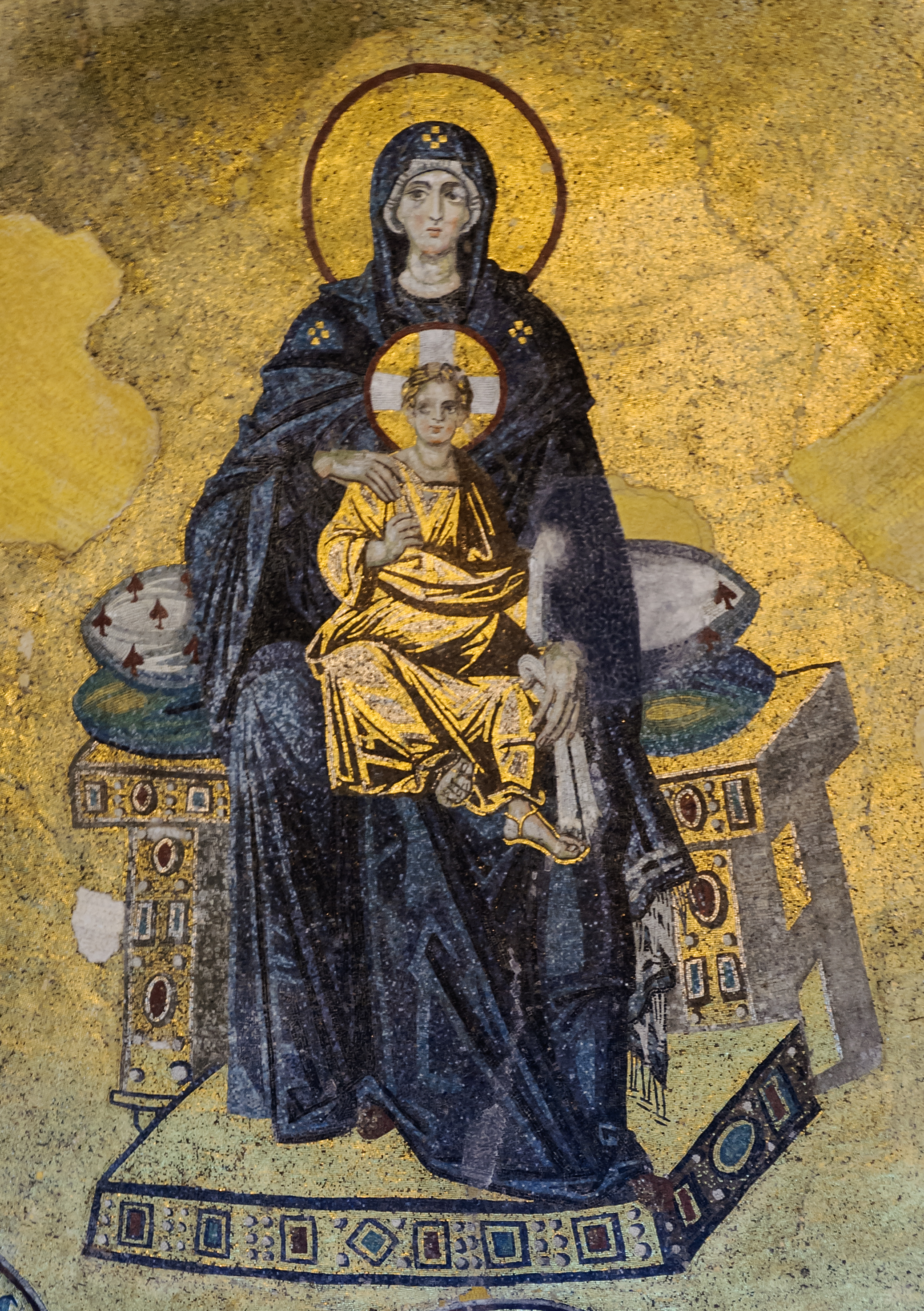
Mosaico dell'abside di Santa Sofia.

io ero accanto a Lui, quale architetto, ero tutta compiacenza dì per dì,
ricreandomi in Sua presenza ogni momento ricreandomi nel globo terrestre
e il mio compiacimento sta nei figli dell'uomo.»
((Dai Proverbi, VIII, 22))
L'idea di Sedes Sapientiae associata a Maria trae le sue radici molto antiche dalla patristica orientale con il termine "Tesoro di Saggezza".
È l'elogio che fa a Maria Giovanni Damasceno (670-749), il quale non creò un'opera originale, ma riprese genialmente tutta la letteratura a lui anteriore proponendo tesi e pensieri dell'origine del culto mariano.
Circa due secoli prima di lui, Romano il Melode (V-VI secolo) che da Emesa in Siria passò a Costantinopoli dove entrò a far parte della chiesa della Vergine, la quale dà particolarmente rilievo al culto di Maria, acclamò nell'inno Acatisto:
Salve, o ricettacolo della Sapienza di Dio.
La Sapienza Divina è presente insieme al sovrano assistendo nelle sue opere terrene, create con l'idea dell'intervento di Dio attraverso di lei.
Disse il Re Salomone:
che conobbe le opere Tue, che fu presente
quando creasti il mondo e sapeva ciò che
piacesse agli occhi Tuoi.
Manda Essa dai Tuoi santi cieli
dalla sede della Tua grandezza
perché stia con me e con me lavori
e sappia da Lei ciò che Ti è gradito.»
E tutto ciò doveva piacere molto agli imperatori bizantini i quali si dichiaravano vicari di Dio in terra, consideravano lo Stato come riflesso del Regno Celeste e la propria nomina gli veniva direttamente dal Signore per aver cura del popolo a lui sottomesso e condurlo verso il sommo bene.
Anche l'imparatore bizantino, come Salomone, fa erigere un tempio a Dio e alla Divina Sapienza nella Νεα Ρωμη, che dall'antica ereditava il concetto di "Città Santa" e dal Bosforo dominava le contrade orientali.
La basilica di Costantinopoli fu inizialmente solo la Grande Chiesa, Μεγαλη Εκκλησια, costruita da Costantino
che la dedicò alla Sapienza Divina...»
o, più probabilmente, da Costanzo (che regnò dal 337 al 361) e consacrata il 15 febbraio del 360 col nome di "Aghia Sophia" in coincidenza con le evidenti elaborazioni teologiche maturate nel corso del IV secolo.
La Santa Sofia dell'Imperatore Giustiniano (527-565) fu costruita come:
e
La sua inaugurazione divenne mito.
Giustiniano vi giunse con il suo carro trionfale mentre il patriarca Menas lo attendeva nell'atrio. Quando egli arrivò, entrando nel tempio tenendosi per la mano e di fronte a tanta magnificenza l'imperatore esclamò, riferendosi a quel tempio che Salomone eresse a Gerusalemme, e per il quale chiedeva e otteneva l'aiuto della Sapienza Divina di Dio:
In tutto questo, la Vergina Maria appare come il tipo per eccellenza della purezza, prediletta dall'origine dei tempi per esprimere la forma umana della Divina Sapienza.

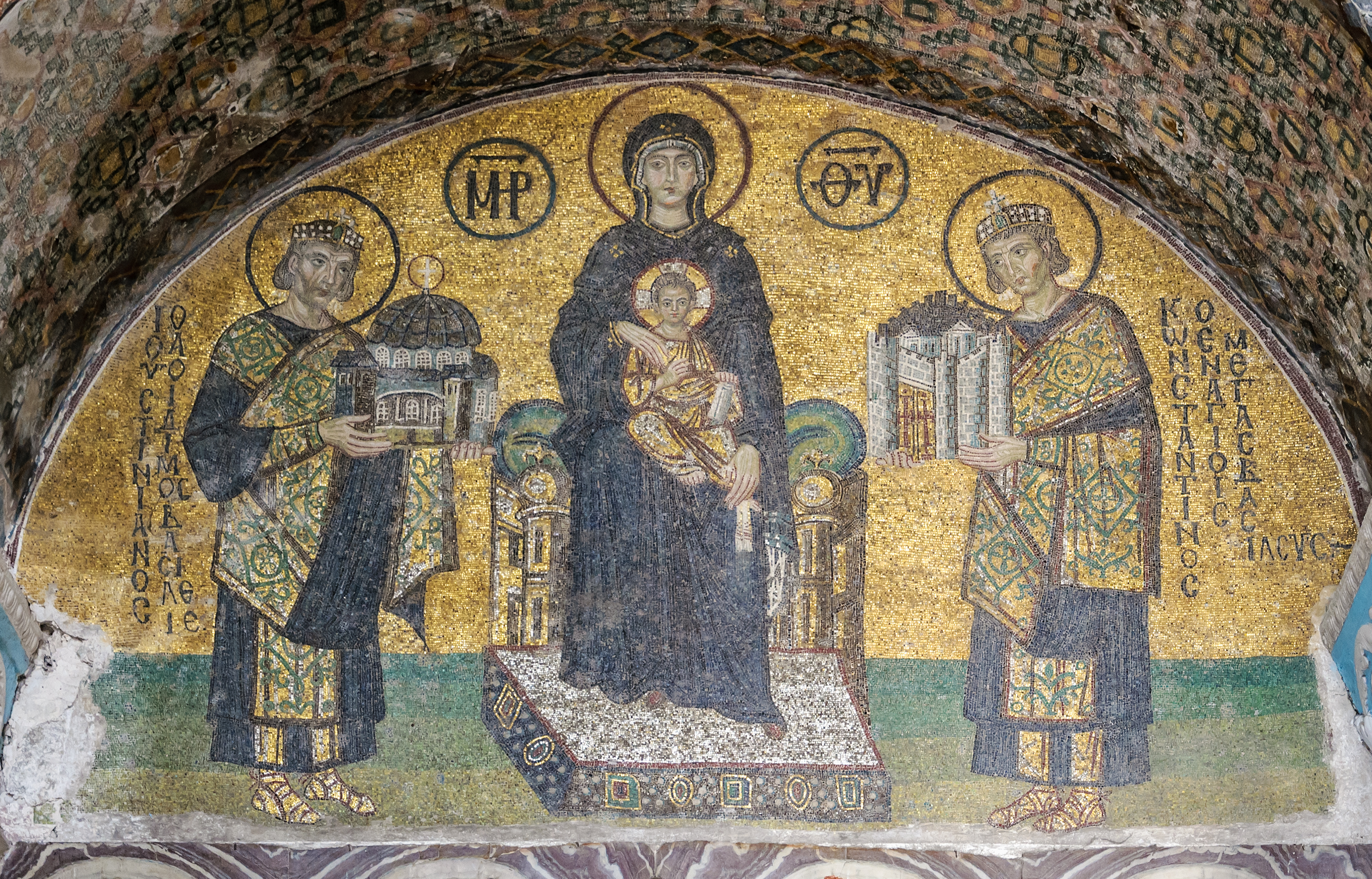
Mosaico della lunetta dell'ingresso meridionale del nartece di Santa Sofia

Nel mosaico della lunetta dell'ingresso meridionale del nartece di Santa Sofia, Maria è rappresentata insieme agli imperatori Costantino e Giustiniano nell'atto di ricevere in dono il modello della "Città Santa" dal primo, e il modello di Santa Sofia dal secondo, il quale:
A Maria i due imperatori dedicano e donano ciò che è stato creato per volere di Dio e invocano la sua intercessione per la città e la chiesa da essi fondata. Scriveva Théophile Gautier viaggiatore del XIX secolo, ammirando il mosaico con la Vergine e il Bambino nell'abside di Santa Sofia:
Questo mosaico risalente all'XI secolo, è una vera e propria dedica alla Saggezza Divina.

## Maria come Cibele
Un altro aspetto interessante che associa il tempio di S. Sofia al culto della Theotokos è la loro funzione indiscussa di palladio della città.
Già si legge nel III secolo nella già citata preghiera Sub Tuum Praesidium:
(Sub Tuum Praesidium)
E nei secoli successivi:
Paolo Silenziario scriveva a proposito di Santa Sofia che il tempio era una sorta di simbolo apotropaico dello stato bizantino, in quanto possedeva un forte potere di suggestione sui barbari e pirati che arrivavano dal Bosforo e la vedevano da lontano.

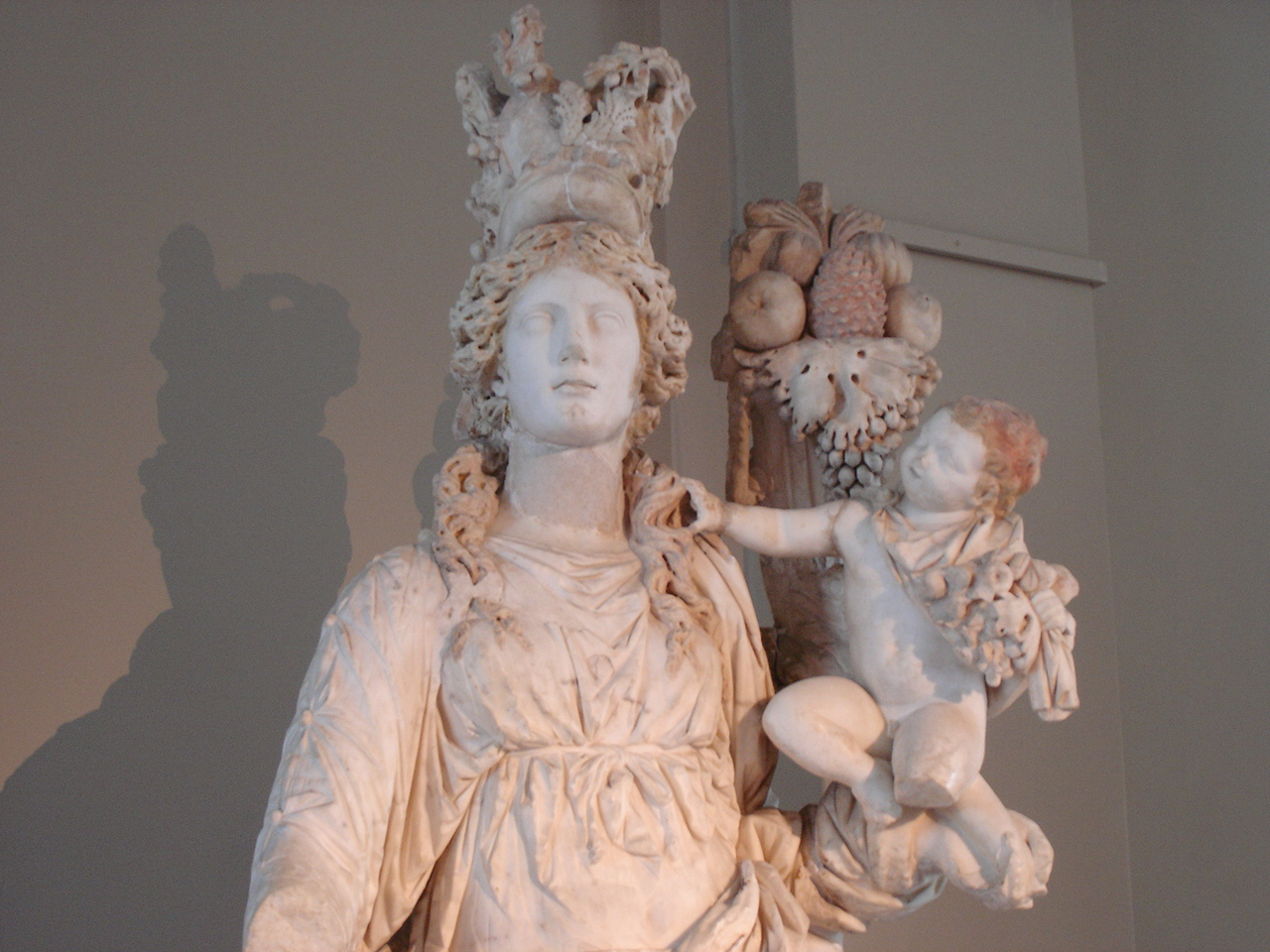
Istanbul, Museo Archeologico, Tyche e Plutone. II secolo.

Silenziario la descrive nella luminosità notturna:
Sono le invisibili potenze del Male e tutte le tenebre, le terribili e quotidiane angosce che dovevano essere scacciate dall'animo, e la chiesa della Divina Sapienza, con il suo splendore di faro, e la Theotokos con la sua potenza inesauribile, svolgono questo stesso ruolo divino e apotropaico unendosi simbolicamente in un'unica idea di potenza.
In relazione all'associazione della Vergine con i Natalia di Costantinopoli e con la festa dell'11 maggio, Maria finì col sostituirsi alla figura di Cibele e divenne Cibele in funzione di Tyche cittadina e come immagine di propiziazione alla divina grazia sulla città e sugli imperatori.
Lo stesso potere venne assunto nel corso del V secolo dalla presenza delle reliquie di Maria a Costantinopoli che funzionano da vere e proprie "muraglie difensive" contro gli attacchi dei nemici sul limes dell'impero e contro quegli attacchi ravvicinati alle mura della città in base ad una fortissima pratica devozionale che sfocia nel magico e nel miracoloso e nella superstizione popolare.
Ogni volta che l'esercito bizantino stabiliva la propria supremazia militare in qualche fronte, l'icona della Theotokos veniva trasportata in solenne processione per i festeggiamenti, lungo la Mese, in attesa del rientro dell'esercito e dell'ingresso dell'Imperatore trionfante dalla Porta d'Oro.

## Le reliquie di Maria a Costantinopoli
Con il termine reliquia si indica tutto ciò che fa parte del ricordo di un personaggio molto venerato e può comprendere qualsiasi suo resto corporeo o vestiario, ogni oggetto da lui usato in vita per compiere una determinata azione particolarmente significativa per il culto, o anche lo strumento di un martirio.
Il fenomeno della venerazione delle reliquie è una pratica molto antica, che si fondava sulla convinzione dell'esistenza di una vita oltre la morte.
Nella cristianità questo culto atavico diventerà il tema principale della Resurrezione dei morti.
(Epist. Heortast., XI, in Migne)
Ciò che spinge un popolo verso la venerazione di una reliquia ancora oggi, è quella legge psicologica che porta ad adorare non solo la persona, ma anche le cose che le sono appartenute, come se la persona continuasse a vivere in esse e con esse.
Il fedele ha bisogno della prova dell'esistenza divina, non perché quest'ultima sia messa in discussione, ma perché la reliquia rende ancora più evidente la presenza del divino e ne giustifica qualsiasi atto devozionale, anche il più estremo.
Possedere una reliquia divenne quindi sinonimo di potere e di fama, sia per colui che se ne impossessa, sia per il luogo in cui viene deposta, il quale assume grande rilievo "turistico-religioso", come tappa obbligata in quei lunghi viaggi di pellegrinaggio che attraversavano l'Oriente medievale.
Si vede infatti come il culto mariano a Costantinopoli cresce di intensità con l'arrivo delle reliquie di Maria nella città che incoronano definitivamente la Vergine come patrona e protettrice: il suo Maphorion, la sua Cintola, il suo primo "ritratto", l'icona (εικων) dipinta da S. Luca.
La data precisa della sistemazione delle reliquie mariane a Costantinopoli è difficile da stabilire perché le tradizioni sono discordanti. Soltanto per quanto riguarda l'icona dell'Odighitria esistono fonti più precise.
È certo comunque che nel V secolo le reliquie si trovassero tutte nella capitale bizantina, mentre nel IV secolo la venerazione dei fedeli era rivolta principalmente alla reliquia della Vera Croce di Cristo.
Sempre al V secolo risale la leggenda del Mandylion con il Sacro Volto di Cristo, e la diffusione della devozione delle icone prende il via fino a raggiungere nei secoli successivi, atti di prosternazione per le immagini ritenute miracolose.
Capelli, velo, camicia, cintura, sandali, e molte altre cose appartenute alla Vergine, sono di frequente nominate negli elenchi di reliquie delle moltissime chiese sorte in suo onore in Oriente come in Occidente dal V secolo.
Si tratta di oggetti di devozione che esaltano al massimo la fama delle chiese rendendole più importanti di altre e mettendo spesso in discussione l'autenticità delle reliquie stesse, vista la loro "miracolosa" duplicazione.

## Il Maphorion
Dal greco omos (spalla) e pherein (portare) è la reliquia di Maria più importante e più famosa che sia mai arrivata a Costantinopoli.
È il manto della Vergine usato per coprire il capo e le spalle, ma è anche usato dalle sante.
In epoca anteriore alla cristianità corrispondeva ad un pallio, una sopravveste formata da un ampio rettangolo o quadrato di stoffa che i Romani indossavano sopra la tunica fermandolo sotto il mento o su una spalla con una fibbia.
Derivava a sua volta dall'himation greco e fu adottato di preferenza da chi aveva a che fare con la cultura greca (filosofi, matematici, ecc.)
Equivalente del pallium latino quindi, in età cristiana divenne un attributo dei vescovi e consistette in una striscia di lana bianca larga 5 centimetri circa, in cui erano intessute sei croci nere. Girava intorno alle spalle in forma di anello e nel mezzo, sul petto e sul dorso, pendevano due strisce più corte, nere alle estremità.
Apparve alla corte papale di Roma già nel VI secolo come insegna del Papa.
Il Maphorion di Maria è di colore rosso porpora che secondo la tradizione è simbolo della regalità acquisita dalla persona umana attraverso l'Incarnazione di Cristo.
Sempre secondo l'iconografia sul capo e sulle spalle il Maphorion ha impresso tre stelle, antichissimi simboli siriaci della verginità.
(Palladio di Galazia, Historia Lausiaca)
Si diceva che la reliquia venne scoperta a Cafarnao in Palestina, dai patrizi Galbio e Candidus durante il regno dell'Imperatore Leone I (457-474).
Apparteneva ad una ebrea, che la teneva in un'arca di legno, e i patrizi riuscirono a rubarla sostituendola con un'arca delle stesse dimensioni; da Cafarnao portarono il Sacro Velo a Costantinopoli, dove rimase fino alla conquista turca del 1453.
Una diversa tradizione, tutta occidentale, attesta che il Velo di Maria rimase a Costantinopoli non oltre la data del 568, quando fu portata ad Imola nella chiesa di Santa Maria in Regola come dono del prefetto Longino che avrebbe ricostruito la chiesa di Imola proprio nel 568, in occasione dell'arrivo della reliquia, (l'originale è risalente al 435, voluta dall'imperatore Valentiniano III, 425-455).
Leo Grammaticus ("Chronographia") ci dice come i bizantini credevano di possedere al quartiere delle Blacherne il Velo della Santissima Vergine.
Vengono incontro alla tesi occidentale delle ottime fotografie della stoffa di Imola, procurate dal sacerdote Foschini a prova del fatto che ancora oggi, come nel VI secolo, possedere una reliquia autentica sia molto importante per la devozione e che la questione del velo sia una questione ancora oggi non risolta.
Dalle fotografie risulta essere una tela a strisce, finissima, che da una parte ha i fili rilasciati, come un vello.
La sua datazione non va oltre il VI secolo.
È certo però, che se il Maphorion di Maria si trovasse ad Imola già nel 568, il popolo bizantino non doveva essersene accorto, visto che l'entusiasmo popolare ci racconta che fu grazie alla reliquia della Vergine alle Blacherne che l'assedio avaro e persiano contro Costantinopoli nel 626 fu respinto gloriosamente.
Ci parlano di questo alcuni versi del lungo poema di Giorgio Pisides, il poeta di corte dell'Imperatore Eraclio:
("Bellum Avaricum". Patrologia Graeca)
Maria protegge la sua città e le sue mura, e con esse la sua Casa di Preghiera attraverso la forza magica e apotropaica del Maphorion a Lei appartenuto, Pallade e Atena cristiana.
Un'altra importante reliquia che si affiancò a quella del Velo di Maria è il Mandylion di Cristo, che arrivò a Costantinopoli nel 944 dalla città di Edessa.
Le due reliquie furono portate insieme in gloria come baluardi contro tutti i nemici della cristianità.
Questo evento viene rappresentato nelle illustrazioni contenute nell'Inno Acatisto riferite alla liberazione persiana di Edessa per volontà del Mandylion, e a quella di Costantinopoli ad opera del Maphorion di Maria.

## La Cintola
In greco zone (ζωνη), era una fascia allacciata al di sopra dei fianchi e usata comunemente dalle donne per sorreggere le vesti.
La reliquia del cinto della Vergine è legata a due diverse tradizioni che la vedono provenire da luoghi e tempi diversi.
La prima fonte menziona l'imperatore Arcadio (395-408) il quale si impadronì del Cinto nella città di Gerusalemme.
La seconda si riferisce ad un'epoca posteriore, all'imperatore Giustiniano (527-565) che venne in possesso della reliquia dalla città di Zela, a sud di Amasia nell'Asia Minore orientale. 
In realtà non esiste un accordo tra gli autori bizantini circa la provenienza della reliquia, né sulla datazione dell'avvenuto possesso da parte di Costantinopoli, e nemmeno per quanto riguarda la costruzione del santuario eretto a Costantinopoli per dare alla cintola una degna collocazione.
Si sa comunque che la cintola mariana venne riposta in un prezioso reliquiario, la Santa Cassa, αγιαγ σορογ, e portata a Costantinopoli dove fu conservata nella Basilica di Santa Maria al Mercato del Rame, (Chalkoprateia, ritenuta una fondazione dell'Imperatrice Pulcheria del 450.
Tutto contribuisce a far credere che la reliquia della cintura fosse arrivata a Chalkoprateia in epoca anteriore la costruzione (o ricostruzione) del santuario, e cioè nel V secolo o forse anche nel IV.
È comunque impossibile, date le varie incertezze cronologiche esistenti, stabilire con precisione una datazione che si fissi all'interno dei secoli in questione.
Sappiamo che durante il VI secolo la cintola divenne famosa e particolarmente venerata in tutto l'Oriente, specialmente sotto la reggenza dell'imperatore Giustiniano, a favore del quale esiste una vasta tradizione letteraria.

## Icone come reliquie
Durante l'età pagana, l'idea che forze divine fossero presenti nelle immagini religiose era profondamente radicata fra le grandi masse.
A Costantinopoli, a partire dal IV secolo sino all'avvento dell'Iconoclastia, il culto delle immagini crebbe e si intensificò in maniera rapida ed eccezionale.
A. Grabar (in "Martyrium") ha interpretato la popolarità della venerazione delle icone come l'inizio di un processo in cui l'icona sostituirà progressivamente la reliquia fino a divenire l'oggetto privilegiato nella liturgia della Chiesa greca.
La storia della venerazione delle reliquie è, abbiamo visto, molto antica e precede cronologicamente quella della diffusione delle icone come oggetto di culto.
Nei periodi successivi, la venerazione delle reliquie procedette fianco a fianco al culto delle immagini. 
Ma l'Oriente cristiano si comportò diversamente in rapporto all'Occidente medievale: la reliquia per l'ortodossia greca rivestì un ruolo di gran lunga inferiore rispetto alla funzione centrale dell'icona che raggiunse il culmine della sua diffusione nel momento in cui tale venerazione venne vietata dalla violenza iconoclasta.
È interessante notare che le forme assunte dalla venerazione delle icone risultano molto simili a quelle che si possono riscontrare nel culto delle reliquie.
La venerazione delle reliquie è per il fedele percepire sensibilmente e visivamente la presenza e l'esistenza della forma vivente, e costituisce la sua esigenza fondamentale che viene così soddisfatta.
La fede in un potere magico, nucleo fondamentale del grande sviluppo del culto delle immagini, è stata da sempre associata alle reliquie. 
Così anche l'opera del pittore o dello scultore che renda percepibile la forma vivente del divino, può essere per il fedele una soddisfazione più efficace del venerare una reliquia.
E certamente più semplice da possedere.
La riproduzione pittorica della forma vivente era in grado di ereditare le virtù della reliquia e assumeva una importanza prima equivalente, e poi superiore come potere magico.
La maggior parte delle notizie più antiche riguardanti il culto cerimoniale delle immagini e le prime credenza e pratiche magiche, riguardano immagini che appartengono a una di queste tre categorie:
 
-Acheiropoietai, ovvero non eseguita da mano umana (come il già citato Mandylion); 
 
-immagini che, pur essendo state create da mano umana erano materialmente associate a reliquie (come l'icona Blachernitissa alle Blacherne, associata alla reliquia del Maphorion);
 
-immagini create mentre il santo rappresentato era ancora in vita (come l'icona Odigitria).